# 阿夸里卡-德尔卡波
阿夸里卡-德尔卡波（義大利語：Acquarica del Capo），是意大利莱切省的一个市镇。总面积18平方公里，人口4966人，人口密度275.9人/平方公里（2009年）。ISTAT代码为075001。